# Сар'я
Са́р'я (ест. Sarja küla) — село в Естонії, у волості Мулґі повіту Вільяндімаа.

## Населення
Чисельність населення на 31 грудня 2011 року становила 27 осіб.

## Історія
У процесі адміністративної реформи 1977 року до села Сар'я приєднана територія ліквідованого села Перакюла.
З 13 лютого 1992 до 24 жовтня 2017 року село входило до складу волості Аб'я.